# Burg Deinsberg
Die Burg Deinsberg ist eine abgegangene Spornburg auf der Gemarkung der Ortsgemeinde Theisbergstegen im Landkreis Kusel in Rheinland-Pfalz.

## Geografische Lage
Der Standort der einstigen Burg liegt am Ende eines 50 Meter langen und 20 Meter hohen Felssporns, einem Ausläufer des Potzberges. Der Potzberg ist ein 562 Meter hoher bewaldeter Berg im Nordpfälzer Bergland.

## Geschichte
Weder die Erbauer noch die genaue Erbauungszeit sind bekannt. Man nimmt jedoch an, dass die Anlage als Reichsburg zur Verwaltung des Reichsamtes Deinsberg (Deinsberg ist der alte Name des Ortes Theisberg) schon Ende des 12. oder Anfang des 13. Jahrhunderts erbaut wurde. 1219 benennt sich bereits ein Ministraler erstmals nach Deinsberg. Um 1317 fiel das Reichsamt Deinsberg und, da die Herren von Deinsberg bis zu ihrem Aussterben als Dienstmannen der Grafen von Veldenz bezeichnet wurden, wohl auch die Burg an die Grafen von Veldenz. Über das weitere Schicksal der Burg und deren Zerstörung, die man im 14. Jahrhundert vermutet, ist nichts bekannt.

## Anlage
Die Spornburg besteht aus der Kernburg auf dem Felssporn und einer Vorburg. Möglicherweise gehören Mauerreste, die am östlichen Berghang gefunden wurden, zu Wirtschaftsgebäuden der Burg. Von der Kernanlage sind nur noch über das Areal verstreute Steine erhalten. Auf der nördlichen Kuppe befand sich das Hauptgebäude, wohl ein Wohnturm. Auf der südlichen Kuppe waren einmal die Mauerreste eines 6 × 6 Meter großen Bauwerkes zu sehen, von dem man wegen seiner Lage annimmt, dass es ursprünglich der Bergfried war. Bei einer Exkursion am 23. Juli 2012 waren diese nicht mehr vorhanden. Modernere Ausbesserungen an den Innenwänden lassen darauf schließen, dass das Gebäude später Teil einer im Jahre 1909 belegten Hütte war. Im Einschnitt zwischen den Kuppen ist eine Senke sichtbar, der möglicherweise als Zisterne diente.
Von der Anlage ist eine große Anzahl Steine, im Gelände verteilt, sichtbar. Sie wurden bei einer Grabung im Jahre 1951 freigelegt und dabei vermessen.